# میروپ ۱۰۵۱
سیارک ۱۰۵۱ (به انگلیسی: 1051 Merope، نامگذاری:1925SA) هزار و پنجاه و یکمین سیارک کشف شده‌است که در ۱۶ سپتامبر ۱۹۲۵ و در هایدلبرگ کشف شد.
قدر مطلق سیارک برابر ۹٫۹۰ است.